# Henry Stanberry
Henry Stanberry (New York, 20 febbraio 1803 – New York, 26 giugno 1881) è stato un politico statunitense.

## Biografia
Fu il 29º procuratore generale degli Stati Uniti durante la presidenza di Andrew Johnson (17º presidente). Fu anche il primo Attorney general dello stato dell'Ohio, si dimise dalla carica di procuratore generale nel luglio del 1868.
Studiò in quello che dopo verrà chiamato Washington & Jefferson College
Morì a New York e fu sepolto al Spring Grove Cemetery di Cincinnati.